# Kraftspannspindel

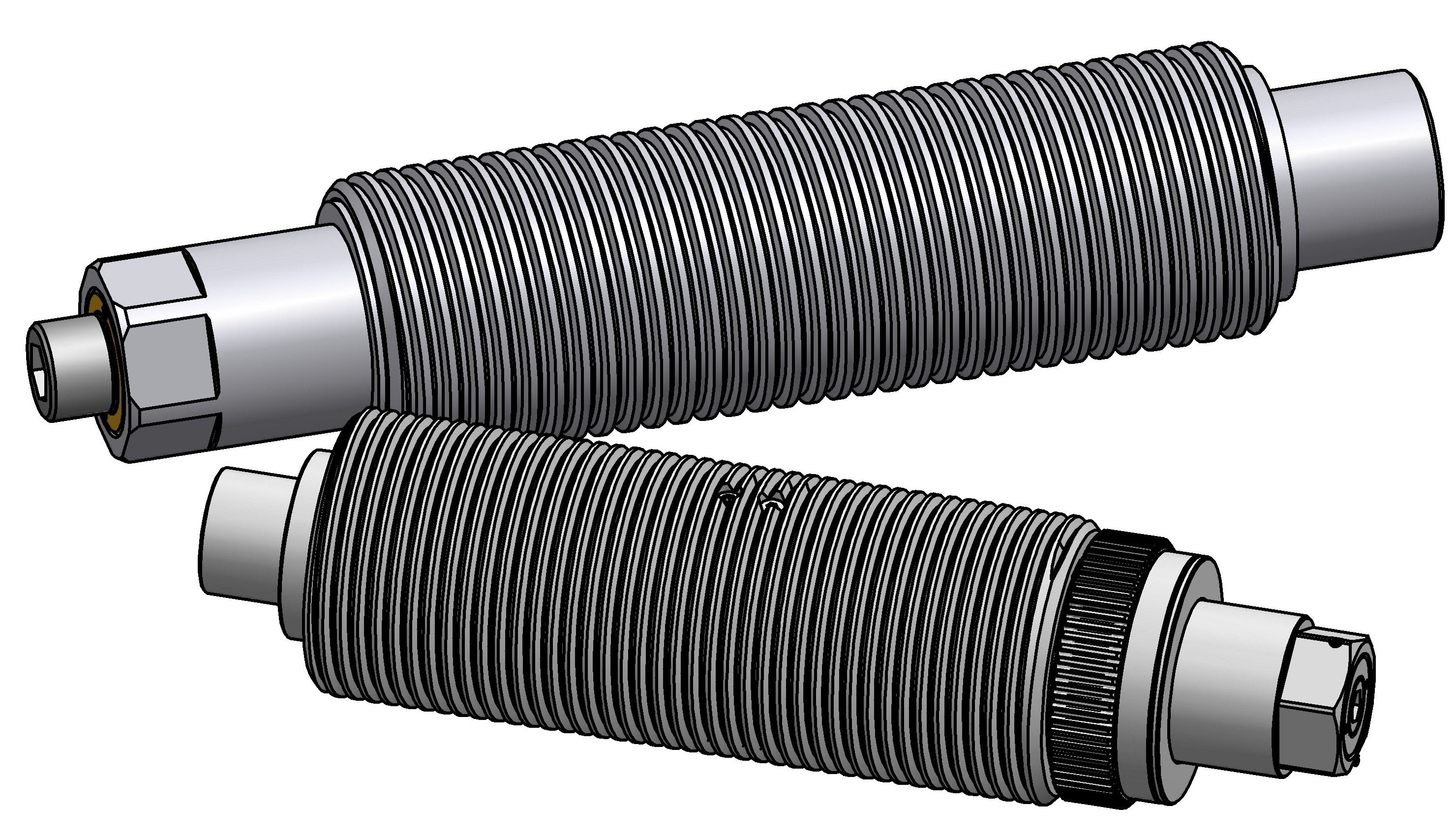
Mechanische Kraftspannspindeln

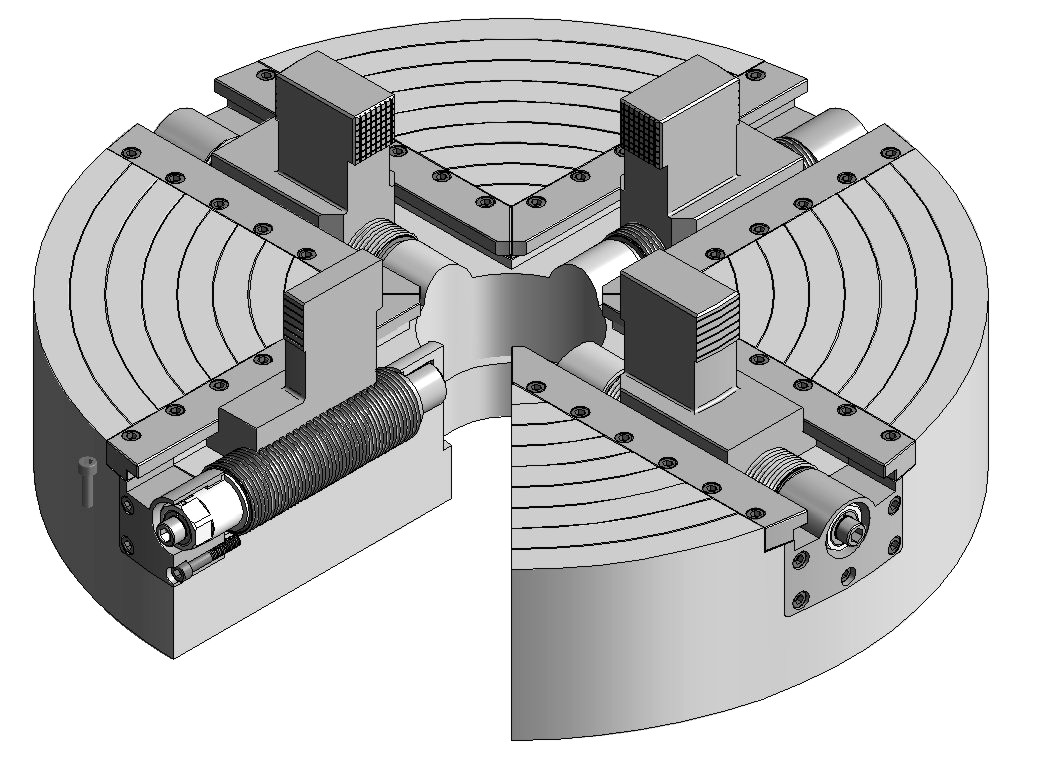
Kraftspannspindeln in Planscheibe

Eine Kraftspannspindel, Spannspindel, Kraftspindel oder auch Hochdruckspindel ist ein Spannelement, das in hydraulischer oder mechanischer Ausführung zum kraftschlüssigen Spannen von schweren Werkstücken an spanenden Großmaschinen eingesetzt wird.
Kraftspannspindeln werden direkt oder in Klauenkästen in die Planscheibe von Senkrecht-, Flachbett-, Spitzen-, Plan- und Walzdrehmaschinen sowie Schleif- und Sondermaschinen eingebaut.
Durch eine zweckmäßige Kraftübersetzung ermöglichen sie hohe Spannkräfte im Kraftfluss zwischen Werkstück, Spannbacke und Planscheibe bei geringen Anzugsmomenten.
Kraftspannspindeln sind im Hinblick auf die Spannrichtung in einfach oder doppelt wirkender Bauweise für die Außen- und Innenspannung ausgelegt.

## Mechanische Kraftspannspindeln

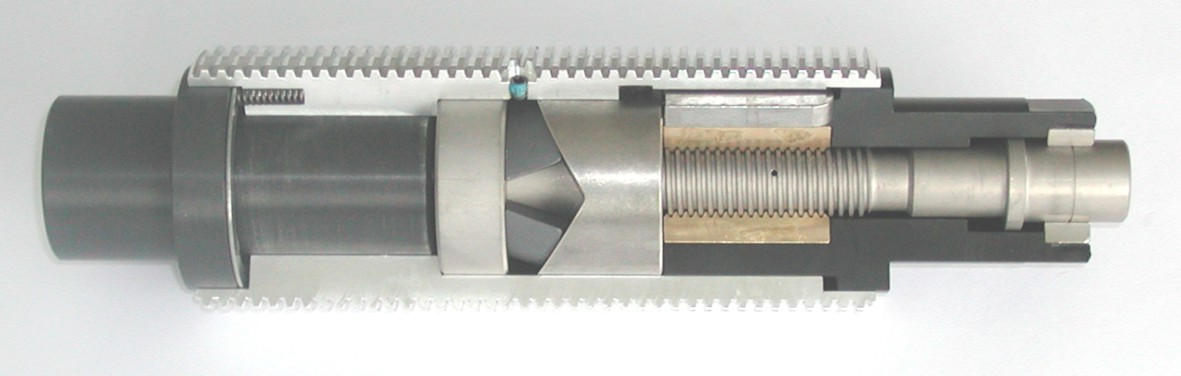
Mechanische Kraftspannspindel im Schnitt

Mechanische Kraftspannspindeln verfügen über eine mechanische Kraftübersetzung in Form von Spannkeilen oder Kniehebeln.
Die Kraftübersetzung wird in beiden Bauweisen durch eine ausgefeilte Mechanik mit hoher Selbsthemmung und Betriebssicherheit erzielt.

## Hydromechanische Kraftspannspindeln
Dieser Bautyp hat einen internen Ölkreislauf mit Druckübersetzer, wobei mit Hilfe eines Verdrängerkolbens mit kleiner Fläche und großem Hubweg das Ölvolumen auf eine große Spannkolbenfläche gedrückt und die Kraft vervielfacht wird. Vorteile dieses Systems sind große Spannhübe bis zu 8 mm und geringere Anzugsmomente.
Nachteilig wirkt sich die nie auszuschließende Gefahr der Ölleckage aus, woraus ein deutlicher Spannkraftverlust im Betrieb resultieren kann. Für die Betriebssicherheit ist daher ein zusätzlicher mechanischer Kontermechanismus unentbehrlich. Aufgrund der damit verbunden höheren Kosten stellt die mechanische Kraftspannspindel in vielen Anwendungsfällen die wirtschaftlich günstigere Ausführung dar.

## Wesentliche Leistungsmerkmale der Kraftspannspindeln
- Sehr hohe Spannkräfte von 100 kN bis 500 kN bei niedrigen Anzugsmomenten
- Maximale Betriebssicherheit
- Hohe Steifigkeit
- Großer Kraftspannhub und hohe Ausrichtgenauigkeit
- Einfache Bedienung und Montage
- Geringer Wartungsaufwand